# Einsatzgruppe H
Einsatzgruppe H (v překladu „operační skupina H“ nebo „pohotovostní skupina H“) byla jedna z operačních skupin (Einsatzgruppen), založených nacistickým Německem, působící na území Slovenska po vypuknutí Slovenského národního povstání (SNP). Einsatzgruppen byly odpovědné za mnohé masové vraždy spáchané v době druhé světové války, především na území tehdejšího Sovětského svazu. Einsatzgruppe H, působící na Slovensku, se připisuje zhruba 5000 mrtvých. Krom toho jsou její příslušníci odpovědní za deportaci přibližně 9000 Židů do koncentračních táborů. Příslušníci některých komand se účastnili hromadných poprav, včetně těch v Kremničce a Nemecké, a výsledkem jejich činnosti a činnosti dalších německých i slovenských bojových skupin, jejichž úkolem bylo potlačení SNP, bylo 90 vypálených obcí a 211 masových hrobů. Po válce většina viníků z řad operační skupiny H zůstala nepotrestána.

## Vznik
Einsatzgruppe H, přesněji její dvě nejdůležitější komanda (Einsatzkommando 13 a 14), byla založena v Brně bezprostředně po vypuknutí Slovenského národního povstání na konci srpna 1944. Na čelo štábu byl jmenován SS-Obersturmbannführer Josef Witiska. Později byli k Einsatzgruppe H přiřazeny další útvary. Nakonec ji tvořilo dohromady šest komand, která byla buď zcela nově vytvořena (Einsatzkommando 13 a 14, z.b.V. Kommando 27) anebo byla přeložena ze svých dřívějších působišť na Slovensko (Sonderkommando 7a, z.b.V. Kommando 15, z.b.V. Kommando 29). Jako poslední bylo pod velení Witisky svěřeno z.b.V. Kommando 27. Podle Šindelářové se tak stalo až v lednu 1945.

## Organizace
Hlavní štáb Einsatzgruppe H, čítající přibližně 160 příslušníků, sídlil v Bratislavě na adrese Palisády 42. Velitelem byl Josef Witiska. Pod jeho kontrolu následně spadalo šest komand s vlastními veliteli a štáby zpravidla ve větších městech Slovenska: Einsatzkommando 13 (Trenčín), Einsatzkommando 14 (Banská Bystrica), Sonderkommando 7a (Senica, Ružomberok), z.b.V. Kommando 15 (Nitra), z.b.V. Kommando 29 (Bratislava), z.b.V. Kommando 27 (Prešov). Velitelé komand dále zakládali menší opěrné body v různých městech v rámci svého operačního území. 

### Struktura
Velitel: Josef Witiska
- Štáb
  - I. oddělení - osobní, vedoucí -  Willi Gindel
  - II. oddělení - správa, vedoucí - Ludwig Beckers
  - III. oddělení - bezpečnostní služba, vedoucí - Herbert Böhrsch
  - IV. oddělení - Gestapo, vedoucí - Erich Frohwann
  - V. oddělení - zpravodajská služba, vedoucí - Bernhard Pape
  - VI. oddělení - zahraniční zpravodajská služba - Otto Heyehm[2]
- Kommanda
  - Einsatzkommando 13, velitelé - Otto Koslowski, Hans Jaskulsky, Karl Schmitz
  - Einsatzkommando 14, velitel - Georg Heuser
  - Sonderkommando 7a, velitel - Gerhard Bast
  - zbV-Kommando 15, velitel - Werner Hersmann
  - zbV-Kommando 27, velitelé - Walter Liska, Ludwig Teichmann, Karl Hermann Rabe
  - zbV-Kommando 29, velitelé - Franz Hoth, Robert Lehmann, Helmut Glaser[2]

## Úloha a činnost
Je zjevné, že hlavní úlohou, nebo jednou z hlavních úloh Einsatzgruppe H na Slovensku, bylo konečné řešení židovské otázky. Slovenské národní povstání se stalo pro německé orgány příhodnou záminkou, aby mohly provést konkrétní opatření ve vlastní režii a radikálně „vyřešit“ židovskou otázku na Slovensku. Příslušníci komand Einsatzgruppe H okamžitě po příjezdu na místa svého určení začali pátrat po Židech a zatýkat je. Stovky a tisíce lidí byly zásluhou příslušníků komand operační skupiny transportovány do koncentračního a pracovního tábora v Seredi a odtud do vyhlazovacího tábora v Osvětimi a (později) do Terezína.
Komanda operační skupiny H se podle dochovaných zpráv a hlášení významně podílela na potlačení povstání a aktivně se zapojila do bojů po boku Wehrmachtu, případně dalších protipartyzánských bojových skupin.
Významnou mírou se účastnili též pronásledování povstalců, partyzánů a jejich skutečných či domnělých pomahačů a to zejména po pádu Banské Bystrice, kdy povstalci přešli na partyzánský způsob boje. Největšími „úlovky“ byli nepochybně povstalečtí generálové Golian a Viest, kteří byli 3. listopadu 1944 zajištěni příslušníky Einsatzkommanda 14 v Pohronském Bukovci. Golian a Viest byli vyslýcháni a následně transportováni do Berlína. Řadoví povstalci byli pronásledováni, zatýkáni, případně podrobováni tzv. „zvláštnímu zacházení“ (Sonderbehandlung), což obvykle znamenalo, že byli na místě zastřeleni. K největším vraždám za účasti komand Einsatzgruppe H došlo na středním Slovensku v Kremničce a Nemecké.
Kromě bojových a policejních úkolů na Slovensku spadala do jurisdikce velitele Einsatzgruppe H také zpravodajská služba. Velitelé opěrných bodů zasílali hlášení (až dvakrát denně) nejdřív na štáb svého komanda a to následně zasílalo souhrnné hlášení hlavnímu štábu do Bratislavy. Witiskův štáb důležité informace předával německým orgánům, především Hlavnímu úřadu říšské bezpečnosti (RSHA) v Berlíně. Hlášení jednotlivých komand obsahovala komentář k významným událostem dne, k náladě obyvatelstva, dokonce hodnotila kulturní a hospodářské poměry regionu, kde se nacházelo působiště štábu nebo jeho opěrných bodů.